# Högskär (vid Onas, Borgå)
Högskär är en ö i Finland. Den ligger i Finska viken och i kommunen Borgå i den ekonomiska regionen  Borgå i landskapet Nyland, i den södra delen av landet. Ön ligger omkring 30 kilometer öster om Helsingfors.
Öns area är 1 hektar och dess största längd är 140 meter i sydöst-nordvästlig riktning.